# Сладкявичюс, Винцентас
Винцентас Сладкявичюс (лит. Vincentas Sladkevičius; 20 августа 1920, Гуронис, Кайшядорский район, Литва — 28 мая 2000, Каунас, Литва) — литовский кардинал, марианин. Титулярный епископ Аборы с 14 ноября 1957 по 28 июня 1988. Вспомогательный епископ Кайшядориса с 14 ноября 1957 по 15 июля 1982. Апостольский администратор Кайшядориса с 15 июля 1982 по 10 марта 1989. Архиепископ Каунаса с 10 марта 1989 по 4 мая 1996. Председатель Конференции католических епископов Литвы в 1988 — 1993. Кардинал-священник с титулом церкви Спирито-Санто-алла-Феррателла с 28 июня 1988.

## Ранняя жизнь и священство
Родился в семье фермеров Миколаса Сладкявичуса и Урсулы Каваляускайте, был самым младшим из пяти детей. Окончил Каунасскую семинарию и Теологический факультет Каунасского университета.
25 марта 1944 года — рукоположён в сан священника. В 1944—1959 годах осуществлял пастырскую работу в епархии Кайшядориса, работал преподавателем и префектом исследований и дисциплины Каунасской семинарии.

## Епископ
С 14 ноября 1957 года по 15 июля 1982 года — вспомогательный епископ Кайшядориса. С 14 ноября 1957 года по 28 июня 1988 года — титулярный епископ Аборы. 25 декабря 1957 года тайно рукоположен в Бирштонасе Теофилюсом Матулёнисом в сан епископа. В 1963—1982 годах находился фактически под домашним арестом. С 15 июля 1982 года по 10 марта 1989 года — апостольский администратор Кайшядориса.

## Кардинал
В 1988—1993 годах — председатель Конференции католических епископов Литвы. С 28 июня 1988 года — кардинал-священник с титулом церкви Спирито-Санто-алла-Феррателла. С 10 марта 1989 года по 4 мая 1996 года — архиепископ — митрополит Каунаса. С 28 ноября по 14 декабря 1991 года присутствовал на специальной ассамблее Всемирного синода епископов Европы (Ватикан).
28 мая 2000 года скончался в Каунасе. Похороны состоялись 1 июня 2000 года в кафедральном соборе Каунаса.

## Награды
- Кавалер Большого креста ордена Витаутаса Великого (21 августа 1998 года)[3].
- Почётный гражданин города Каунас (23 декабря 1993 года)[4].